# جونيور روتشا
جونيور روتشا (بالبرتغالية: Júnior Rocha) هو مدرب كرة قدم ولاعب كرة قدم برازيلي في مركز الهجوم، ولد في 21 أبريل 1981 في ساو ليوبولدو في البرازيل. لعب مع نادي نوفو هامبورغو.

## وصلات خارجية
- الموقع الرسمي
- جونيور روتشا على موقع قاعدة بيانات كرة القدم.إي يو (الإنجليزية)
- جونيور روتشا على موقع Soccerway.com (الإنجليزية)